# Milchsatte

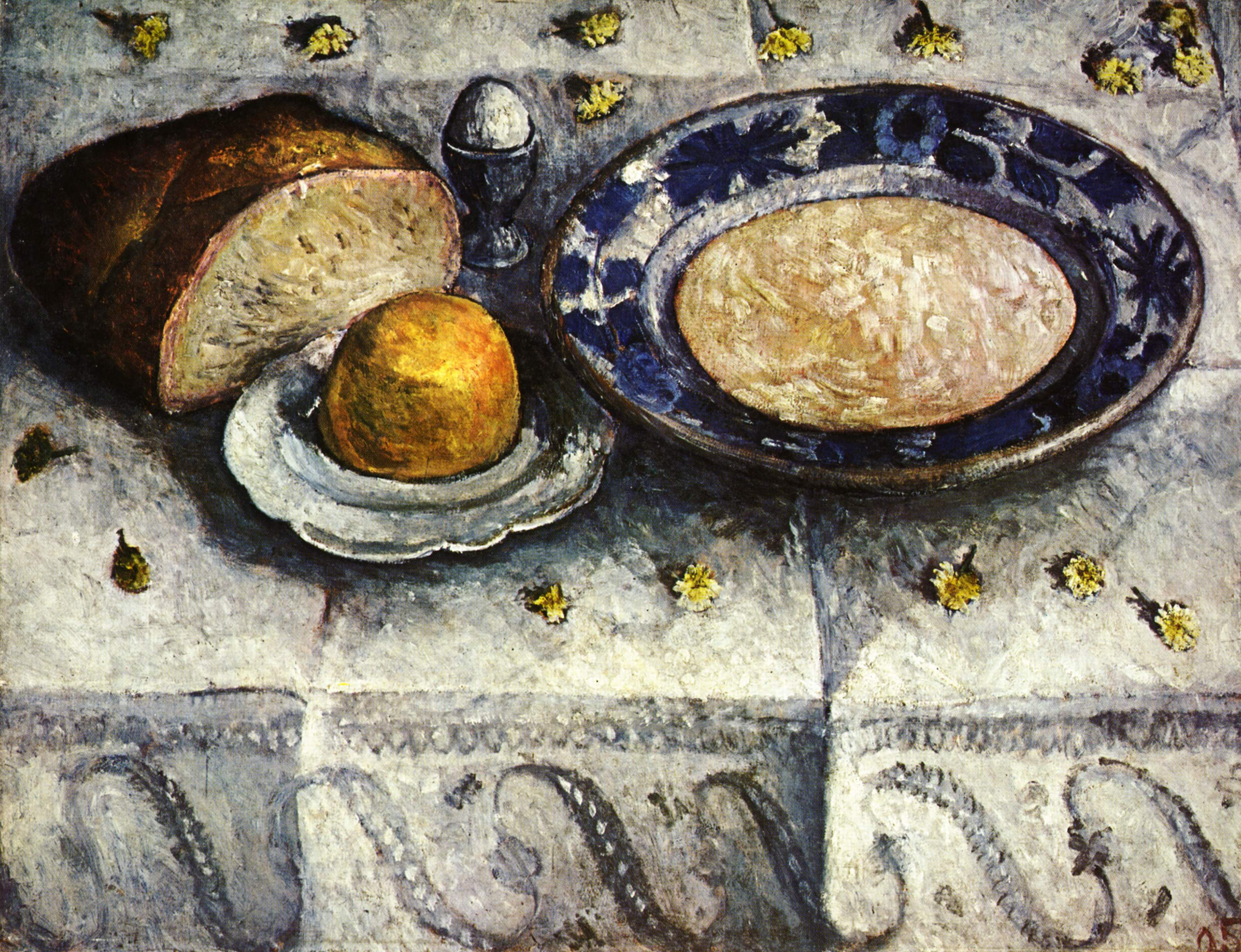
Stillleben mit Milchsatte, Paula Modersohn-Becker 1905.

Eine Milchsatte, auch Milchsette oder Abrahmschüssel,  ist ein Gefäß aus Keramik, Emaille, Glas, Holz oder im 20. Jahrhundert auch Weißblech, das in der vorindustriellen Milchwirtschaft zur Entrahmung von Rohmilch diente.
In ihrer Form entspricht die Milchsatte einer weitoffenen Schale oder einer Schottel mit konischer Wandung. In diese wird die Rohmilch gefüllt und ruhen gelassen. Auf diese Weise kann sich die Milch vom Rahm absetzen. Der fetthaltige Rahm schwimmt auf und kann abgeschöpft werden, um anschließend zur Herstellung von Butter genutzt zu werden. Milchsatten haben ein Fassungsvermögen von 2 bis 25 Liter.
Im späten 19. Jahrhundert wurden Satten industriell gefertigt und zum Teil mit Siebeinsätzen und Ausgüssen am Gefäßboden versehen. Bekannt ist eine patentierte Steinzeugform der Firma Jacob Plein-Wagner & Söhne aus dem Ort Speicher in der Eifel, wovon zwischen 1886 und 1910 ca. eine Million Stück verkauft wurden.
Mit der Einführung der Milchzentrifuge und dem Aufkommen genossenschaftlicher Molkereien am Ende des 19. Jahrhunderts kamen Milchsatten außer Gebrauch.
Bei archäologischen Ausgrabungen sind Milchsatten häufig im Fundinventar von Stadtkerngrabungen und neuzeitlichen Siedlungsbefunden vertreten.